# Syrius
«Syrius» — венгерская джаз-рок-группа, исполнявшая прогрессивную музыку между 1970 и 1973 годами. Все эти три года группа работала за рубежом.

## История группы
Это один из наиболее ранних венгерских музыкальных коллективов, его основал в 1962 году саксофонист Жолт Барониц (Baronits Zsolt, 1944 г.рожд.). Изначально в состав его группы входили также второй саксофонист Акош Молнар (Molnar Akos), гитаристы Ласло Ракоши (Rákosi László) и Иштван Пастор (Pásztor István), пианист Пал Гуйаш (Gulyás Pál), бас-гитарист Петер Тодорофф (Todoroff Péter) и барабанщик Ференц Немет (Németh Ferenc). Как и многие другие молодёжные коллективы «Syrius» в то время играл танцевальную и бит-музыку, ориентируясь на такие западные группы как «The Beatles» и ей подобные. В 1965 году Пал Гуйаш, Иштван Пастор, Петер Тодорофф и Ференц Немет ушли из группы, и их заменили органист Ласло Папаи Фараго (Pápai Faragó László), бас-гитарист Денеш Варга (Varga Dénes) и барабанщик Лайош Фехер (Fehér Lajos). В 1966 году «Syrius» добился первого крупного успеха с композицией «Fekete patkány», после чего его участники получили первое зарубежное приглашение — на IX Всемирную встречу молодёжи в Польше. В 1967 году «Syrius» была на пятом месте по популярности среди молодёжи после «Illés», «Omega», «Metro» и «Liversing». Их сингл «Tranzisztori», автором которого был Папаи, был № 3 на Táncdalfesztivál’67. В 1968 году «Syrius» пробился в полуфинал Táncdalfesztivál с композицией «Így mulat egy beates magyar úr» и получил приз зрительских симпатий. Однако и в этом составе группа просуществовала недолго: в 1968 году коллектив распался, и некоторые её участники (Папаи, Варга) создали свою собственную группу «Juventus». А Жолт Барониц, с которым остался только Ласло Ракоши, был вынужден искать для своей команды новых музыкантов.
В возрождённый «Syrius» вошли органист Ласло Патаки (Pataki László) из «Liversing», бас-гитарист Миклош Орсацки (Orszáczky Miklós, 1948 г.рожд.) и гитарист Ласло Модьороши (Mogyorósi László) из распавшегося джаз-бэнда «Rákfogó» («Краб») и барабанщик Андраш Веселинов (Veszelinov András, 1946 г.рожд.) из легендарной рок-группы «Metro». В том же году Ласло Модьороши ушёл в «Metro», и его место в «Syrius» занял Тамаш Барта из группы «Syconor». К 1969 году группа записала уже 9 композиций и регулярно ездила за границу, посещая Польшу, Чехословакию и СССР, в том числе совместно с шоу Кири Амбруша и Петера Поора. Также они приняли участие в очередном Táncdalfesztivál с песней «Fáradt a nap». Однако в конце 1969 года Тамаш Барта ушёл в «Hungária», второй гитарист Ласло Ракоши также покинул команду, и «Syrius» осталась вообще без гитаристов. Именно в этот момент к группе присоединился саксофонист Михай Радуй (Ráduly Mihály, 1944 г.рожд.) — культовый музыкант из легендарного джаз-квартета «Pege», который в 1970 году выиграл джазовый конкурс венгерского радио, а затем взял приз лучшего солиста на джазовом фестивале в Монтрё и полгода обучался в музыкальной школе Бостона. В результате в группе возникла гремучая смесь из талантливых джазовых музыкантов, которая привела к прогрессивному творческому прорыву.
В феврале 1970 года во время выступления «Syrius» в джаз-клубе на улице Чанади (Csanádi) был рождён новый джаз-рок саунд. На этом экспериментальном концерте присутствовали лишь 60 приглашённых ими товарищей, большинство из которых даже не смогло оценить их творчество. К счастью, среди приглашённых был продюсер Чарлз Фишер, который сотрудничал с австралийскими концертными промоутерами и студиями звукозаписи. Благодаря ему «Syrius» совершила успешный концертный тур по Австралии и была названа там самым успешным джаз-оркестром года. В 1971 году в Австралии при посредничестве всё того же Фишера вышел дебютный альбом группы «The Devil’s Masquerade» («Маскарад дьявола»), который несколько позже был переиздан в Венгрии под названием «Az ördög álarcosbálja» и был № 3 в годовом Slágerlistá'72 TOP10 альбомов. В 1972 году группа написала музыку к австралийскому джаз-балету. Музыкантов даже приглашали играть на открытии Сиднейского оперного театра в начале 1973 года, однако, по непонятным причинам, им не продлили контракт, и они были вынуждены вернуться в Венгрию. В Венгрии музыканты приняли участие в двух фестивалях: получили 1-й приз на джаз-фестивале в Любляне и стали основателями первого рок-фестиваля в Мишкольце на DVTK-стадионе. Венгерский Молодёжный Журнал (Ifjúsági Magazin), составляя в конце 1973 года свою виртуальную «супер-группу», назвал в её составе трёх музыкантов из «Syrius»: Патаки, Радуй и Орсацки. Однако к тому времени между участниками группы возникли трения, в результате которых Радуй и Орсацки предпочли уйти из коллектива в джаз-команду «Új Rákfogó» («Новый Краб»), а через несколько месяцев навсегда уехали за границу.
Вместо них, оставшиеся музыканты «Syrius», добавили в состав своей команды гитариста Тибора Татраи (Tátrai Tibor, 1952 г.рожд.) из «Juventus». Бас-гитаристом и вокалистом, по совместительству, стал Лайош Миклошка (Miklóska Lajos) из группы «Korong», а саксофонистом снова стал Акош Мольнар. Также, у группы появился свой тромбонист Карой Фридрих (Friedrich Károly). В новом составе группа предприняла отчаянные попытки сохранить статус лидирующей джаз-рок-команды, однако это ей не удалось. В 1974 году Лайош Миклошка ушёл в команду «Beatrice», и его сменил вокалист Тамаш Тураи (Turai Tamás) из команды «Non-Stop», плюс добавился трубач Эндре Шипош (Sipos Endre). Группа приняла участие в радиоконкурсах «Tessék választani!» с композицией «Ha meghallod ezt a dalt» и в «Made in Hungary» с композицией «Sápadt fényű ablak». В 1975 году членом «Syrius» стал органист Отто Шёкк, после чего группа приняла участие в радио-конкурсе «Tessék választani!» с композицией «Egy ember a mesékből», а на следующий год — с композицией «Újra szól a dal». Однако из-за постоянных изменений в составе и возврата к танцевальному стилю исполнения авторитет «Syrius» резко упал, и их новый альбом «Széttört álmok» (1976) оказался невостребованным. После серии неудач Жольт Баронич в очередной раз реорганизовал команду в 1976 году, включив в её состав органиста-вокалиста Яноша Халаса (Halász János) и бас-гитариста Отто Улльманна (Ullmann Ottó). В 1977 году группа вновь приняла участие в «Tessék választani!» с песней «Állj meg egy szóra» и в теле-фестивале «Metronóm’77» с композицией «Szép az élet», однако, эти шаги не способствовали росту популярности группы, и в том же году Жольт Баронич объявил о её распаде.

## Синглы
1967 — Kettőnk Közül Egynek Mennie Kell / Árnyak Az Éjben 

1967 — Tranzisztori / Beat-ballada 

1968 — Dead End Street / Nobody Knows / Black Is Black / Help Me Girl 

1968 — Így mulat egy beates magyar úr / Hűha 

1969 — Fáradt a nap (на второй стороне — Koncz Zsuzsa: «Négy szürke fal») 

1972 — I’ve Been Down This Before / Concerto (Part 2) (Австралия)

1974 - Sápadt Fényű Ablak (вторая сторона - Scampolo: "Nem Tudom Miért")

## Альбомы
1971 — Devil’s Masquerade (Австралия)

1972 — Az ördög álarcosbálja 

1976 — Széttört álmok 

1994 — Most, Múlt, Lesz 1970—1972